# No (film)
Pour plus de détails, voir Fiche technique et Distribution.
No est un drame chilo-mexicano-américain coproduit et réalisé par Pablo Larraín et sorti en 2012. Il évoque la participation d'un jeune publicitaire à la campagne en faveur du « non » lors du référendum chilien de 1988.

## Synopsis

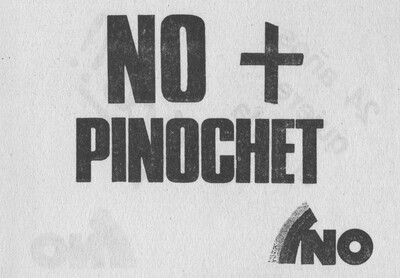
No más Pinochet, tract en faveur du « non »

En 1988, sous la pression internationale, Augusto Pinochet est contraint de consulter le peuple par référendum au sujet de son maintien au pouvoir pour huit années supplémentaires. Pour la première fois depuis le coup d'État du 11 septembre 1973, l'opposition peut s'exprimer librement à la télévision durant 15 minutes par jour dans le cadre de la campagne officielle.
Les partisans du « non » font appel aux services du jeune publicitaire René Saavedra (Gael García Bernal). Celui-ci va déconcerter les partisans du régime en place, mais aussi ses propres compagnons, en misant sur une campagne positive placée sous le signe de la joie, la seule susceptible selon lui de séduire les indécis, jeunes ou âgés. Il est confronté à diverses tentatives d'intimidations et de pressions, dont celles du directeur de sa propre agence, conseiller pour la campagne en faveur du « oui ». Alors que les sondages et les résultats partiels annoncent une victoire du « oui », le soir du 5 octobre 1988, René Saavedra apprend sans réussir à y croire que le « non » l'a largement emporté, marquant la fin du régime militaire d'Augusto Pinochet et ouvrant la voie à la transition démocratique chilienne.

## Fiche technique
- Titre original : No
- Réalisation : Pablo Larraín
- Scénario : Pedro Peirano, d'après le roman Les Jours de l'arc-en-ciel d'Antonio Skármeta
- Musique : Carlos Cabezas
- Direction artistique : Estefanía Larraín
- Décors : Estefanía Larraín
- Costumes : Francisca Román
- Photographie : Sergio Armstrong
- Montage : Andrea Chignoli et Catalina Marín Duarte
- Production : Juan de Dios Larraín, Daniel Marc Dreifuss et Pablo Larraín
- Sociétés de production : Fabula, Canana Films et Participant Media
- Société de distribution :
- Pays de production :  Chili /  Mexique /  États-Unis
- Langue originale : espagnol
- Format : couleurs - 35mm - 1.85:1 - Son Dolby numérique
- Genre : drame
- Durée : 117 minutes
- Dates de sortie :
  - France : mai 2012 (Festival de Cannes), 6 mars 2013 (sortie nationale)
  - Chili : 9 août 2012

## Distribution
- Gael García Bernal  (V. F. : Jean-Christophe Dollé) : René Saavedra
- Luis Gnecco  (V. F. : Patrick Bonnel) : José Tomás Urrutia
- Antonia Zegers  (V. F. : Julie Recoing) : Verónica Carvajal
- Alfredo Castro  (V. F. : Jean-Jacques Moreau) : Lucho Guzmán
- Jaime Vadell : Sergio Fernández Fernández
- Marcial Tagle : Costa
- Néstor Cantillana (es) : Fernando Arancibia
- Pascal Montero : Simón Saavedra
- Diego Muñoz (es) : Carlos
- Paloma Moreno (es) : Francisca
- Sergio Hernández
- Alejandro Goic : Ricardo
- Patricio Aylwin : lui-même (également images d'archives)
- Patricio Bañados (es) : lui-même (également images d'archives)
- Carlos Caszely : lui-même (également images d'archives)
- Florcita Motuda (es) : elle-même (également images d'archives)

Images d'archives :
- Richard Dreyfuss
- Jane Fonda
- Christopher Reeve
- Augusto Pinochet

Source et légende : Version française (V. F.) sur le site d’AlterEgo (la société de doublage) et selon le carton de doublage.

## Production
Pablo Larraín a choisi de filmer avec des caméras d'époque afin d'obtenir une continuité entre ses propres images et les images d'archives. Dans un entretien réalisé, début février 2013, par Nicolas Azalbert pour Les Cahiers du cinéma, le réalisateur chilien déclare : « Nous avons testé tous les formats [...] et soudain est apparue cette caméra Ikegami de 1983 avec son image carrée et ses couleurs désaturées. Qu'elle vous plaise ou non, cette texture inimitable vous renvoie automatiquement aux images de cette époque. [...] Un tiers de notre film étant constitué d'images d'archives, il était raisonnable de vouloir coller à cet imaginaire et de générer une nouvelle réalité à partir de différents matériaux. C'était aussi la seule manière de créer une illusion d'homogénéité chez le spectateur. » De fait, Cyril Béghin écrit dans une critique publiée dans la même revue : « Les séquences qui montrent le jeune publicitaire Saavedra (incarné par Gael García Bernal) ou l'équipe travaillant pour le oui sont filmées dans un format vidéo qui mime et exacerbe les défauts des images télé de l'époque, troublant les couleurs et les contrastes, instaurant des confusions locales entre archive et fiction. » « Un procédé qui peut sembler artificiel. Mais cette décision technique permet de jongler avec souplesse entre les différents niveaux de réalité au sein du script : elle place surtout la question de l'image, sa nature et sa capacité d'illusion, au cœur même de la mise en scène », commente pour sa part Gildas Mathieu pour Critikat.com (critiques du 5 mars 2013). Lors de la présentation du film à Cannes en 2012, Olivier Curchod, pour Positif, signalait déjà « l'admirable trouvaille » consistant à « uniformiser toutes les images, spots d'archives et récit cadre, en utilisant matériels de tournage et grammaire visuelle de l'époque : plastiquement, c'est assez laid, mais d'une efficacité redoutable. »

## Distinctions
- Festival de Cannes 2012 : sélection Quinzaine des réalisateurs
- Festival de La Havane 2012 : sélection Gran Coral
- Festival du film de Sundance 2013 : sélection hors compétition « Spotlight »
- 85e cérémonie des Oscars : nomination à l'Oscar du meilleur film en langue étrangère

## Commentaires

### Survol historique
Cette section a pour but d’aider le lecteur à comprendre les événements du film et donc, de les mettre en perspective. C’est un bref survol historique sur les principaux acteurs mentionné dans ce long métrage.

#### Augusto Pinochet
Déjà depuis 1974, l’Organisation des Nations Unies (ONU) désapprouve les actions entreprises par le Chili quant au respect des droits humains. En effet, Pinochet est connu par ses stratégies qui sont violentes et répressives. Afin de renier ses accusations et de démontrer que la population chilienne se tient à ses côtés, il organise un premier plébiscite en 1978 qui en résulte environ 79% pour le « oui » et 21% pour le « non ». Comme l’indiquent les écrits, c’est surtout par la force et différentes stratégies que le plébiscite de Pinochet en arrive à ce résultat là. L’opinion publique s’est manifestée dans ce référendum de 1978, et donc, Pinochet est resté au pouvoir pour encore quelques années.
La même année où se déroule le film, un deuxième plébiscite est organisé et cette fois, le processus du vote est mené à terme sans fraude. Bien que Pinochet voulait rester au pouvoir et continuer de régner à l’aide de violence si cela était nécessaire, ses conseillers lui ont recommandé de se plier à la décision du peuple puisque c’est le « non » qui a gagné, en grande partie grâce aux stratégies publicitaires invoquées dans le film. Le 11 mars 1990, le règne de Pinochet est réellement terminé puisque c’est Patricio Aylwin, membre chrétien démocrate présenté par la coalition de la Concertación, qui entre en fonction en tant que nouveau président du pays avec 55,2% des voix.

#### Les partisans du non
Afin de mettre les événements en perspective et de comprendre davantage les acteurs principaux de cette histoire, il faut définir les partisans du « non ». En fait, les principaux partis en faveur de la négative sont une coalition de partis qui s’est formée en prévision du plébiscite de 1988. Dans le but de contrer le règne de Pinochet, la stratégie du parti politique Démocratie Chrétienne était de former une alliance avec d’autres partis centristes et gauchistes pour une démocratie en santé. En février 1988, une quinzaine de partis signent et forme la Concertation des partis pour la démocratie, plus connu sous le nom de la Concertación.. En d’autres mots, lors de sa création, la Concertación prend la forme d’un instrument électoral pour rétablir la démocratie au Chili. C’est donc cette entité qui commande la campagne publicitaire du « non » qui est démontrée dans le film.

### La publicité à des fins politiques
Le film présente une tactique politique de la part du camp du « non » reliée à une campagne publicitaire. Cette campagne qui commence officiellement le 5 septembre 1988 propage la joie et les méfaits du président Pinochet d’une manière particulière et accessible à tous. En d’autres mots, le film présente le concept de propagande inséré dans la campagne publicitaire des dirigeants du « non ».  En effet, la télévision, et par le fait même, la publicité, sont des outils de propagande. Les partis membres de la Concertación ont donc bénéficié de 27 jours afin de pouvoir mettre leur idéologie politique de l’avant, à la télévision nationale, avant que le choix ultime revienne au peuple chilien.  
Comme il est démontré dans le film, le directeur de la campagne a misé, en partie, sur le divertissement. En effet, le simple fait de diffuser des images en lien avec la violence vécue par les Chiliens depuis ces dernières années n’allait pas être la voie vers la réussite du camp du « non ». C’est alors sous une forme de divertissement, donc d’images joyeuses et d’une chanson thème joviale, qu’ils ont construit leur campagne publicitaire. En conséquence, à l’aide de cette technique qui sort de la norme politique de ces années-là, le camp du « non » à réussi à mettre son idéologie et ses convictions de l’avant face aux gens qui étaient en droit de voter.
Le film présente donc une manière de voir les concepts de publicité et de divertissement sous un angle politique. Comme l'indique le réalisateur : «Mon film dit que la publicité est quelque chose d'incroyablement dangereux. Elle a aidé à changer le destin de notre pays : mais nous avons été aussi les outils du capitalisme et le Chili est devenu un centre commercial géant. La pub est comme une arme, vous pouvez vous en servir pour combattre, ou vous blesser avec.».

### Source
- (fr + en) No : Dossier de presse pour la Quinzaine des Réalisateurs, mai 2012, 28 p.